# Hablantes de sueco en Finlandia
Los hablantes de sueco de Finlandia son una minoría lingüística en este país. Cuenta aproximadamente con 270.000 en el continente y 25.000 en las Islas Åland, donde son la mayoría de la población. Un tercio de los suecófonos de Finlandia son bilingües con el finlandés, y alrededor de unos 1.900.000 finófonos son bilingües con el sueco.

## Distribución
Los hablantes de sueco de Finlandia se encuentran principalmente cerca de la costa: en Ostrobotnia (Österbotten), en la ciudad de Turku (Åbo), en la Mar del Archipiélago (Skärgårdshavet) y en Nyland en la costa sur (Nyland y Östra Nyland), con la capital Helsinki (Helsingfors). 

Distribución de los hablantes del sueco en Finlandia.
Oficial monolingüe en comunas fineses
Comunas bilingües con el finés como idioma mayoritario
Comunas bilingües con el sueco como idioma mayoritario
Sueco monolingüe en Åland y comunas continentales finesas, que eran monolingües suecas hasta 2015

Representan aproximadamente el 5,8% de la población de Finlandia. Su número ha descendido en los últimos años principalmente por la emigración. Según datos de 1995, había 294.664 repartidos por todo el territorio:
- En Uusimaa (Nyland), 137.595 (el 10,4% de la población)
- En Vaasa (Vasa), 100.005 (el 22,3% de la población)
- En el Condado de Turku y Pori (Åbo och Björneborg) 27.257 (el 3,9% de la población)
- En las Åland 23.732 (el 94,2% de la población de las islas)

Existe el Partido Popular Sueco (Svenska Folkpartiet), que obtiene regularmente unos 12 diputados en la asamblea finlandesa. No está presente en las islas Åland, que tienen su propio sistema de partidos.

## Estatuto legal
Según el artículo 14 de la constitución de Finlandia, el sueco y el finés son lenguas reconocidas oficialmente y el Estado garantiza su uso y enseñanza. En ambas lenguas, se publicarán leyes y se hará la instrucción militar. 
Por la Ley de idiomas (Språklag 1.6.1922/148) se garantiza el uso oficial y la enseñanza en sueco. Por zonas, hay 26 municipios monolingües en sueco (16 en Åland) y 39 bilingües (22 con mayoría sueca y 17 con mayoría finesa).

## Demografía
- 9% de la población suecófona de Finlandia vive en las Islas Åland
- 6% vive en ciudades y municipios oficialmente suecófonos de la Finlandia continental
- 35% vive en ciudades y municipios oficialmente bilingües donde los hablantes de sueco son mayoría.
- 44% vive en ciudades y municipios oficialmente bilingües donde los hablantes de sueco son minoría.
- 6% vive en ciudades y municipios donde sólo se habla finlandés.

## Personalidades
- Adolf Erik Nordenskjöld
- Axel Olof Freudenthal
- Carl Gustaf Emil Mannerheim
- Edith Södergran
- Jean Sibelius
- Linus Torvalds
- Linda Lampenius
- Tove Jansson
- Marcus Grönholm
- Alexander Stubb
- Pernilla Karlsson
- Solveig von Schoultz
- Krista Siegfrids
- Michael Widenius
- La banda de Folk metal/Humppa Finntroll